# Arcadia (Kalifornien)
Arcadia ist eine Stadt im Los Angeles County im US-Bundesstaat Kalifornien. Das U.S. Census Bureau hat bei der Volkszählung 2020 eine Einwohnerzahl von 56.681 ermittelt. Das Stadtgebiet hat eine Größe von 28,8 km². Die bekannte Route 66 führt durch die Stadt. In Arcadia befindet sich die bedeutende Pferderennstrecke Santa Anita Park.

## Geographie

### Lage
Arcadia ist eine principal city der Los Angeles–Long Beach–Anaheim, CA Metropolitan Statistical Area, die Teil der Greater Los Angeles Area ist. Die Stadt liegt im San Gabriel Valley und grenzt an Angeles Crest, East Pasadena, East San Gabriel, El Monte, Irwindale, Mayflower Village, Monrovia, North El Monte, Pasadena, Sierra Madre und Temple City.

### Geologie
Durch Arcadia führt die Raymond Verwerfung (englisch: Raymond fault), eine aktive Erdbebenspalte.

## Geschichte
Das Gebiet um den heute zum Los Angeles County Arboretum in Arcadia war unter dem Namen Aleupkigna ("Ort der vielen Wasser") bei den Tongva bekannt. In dem Gebiet kommen artesische Quellen vor. Später wurde das Gebiet des heutigen Arcadia als Teil der Santa Anita Ranch, ein Teil des Gebietes der San Gabrial Mission.

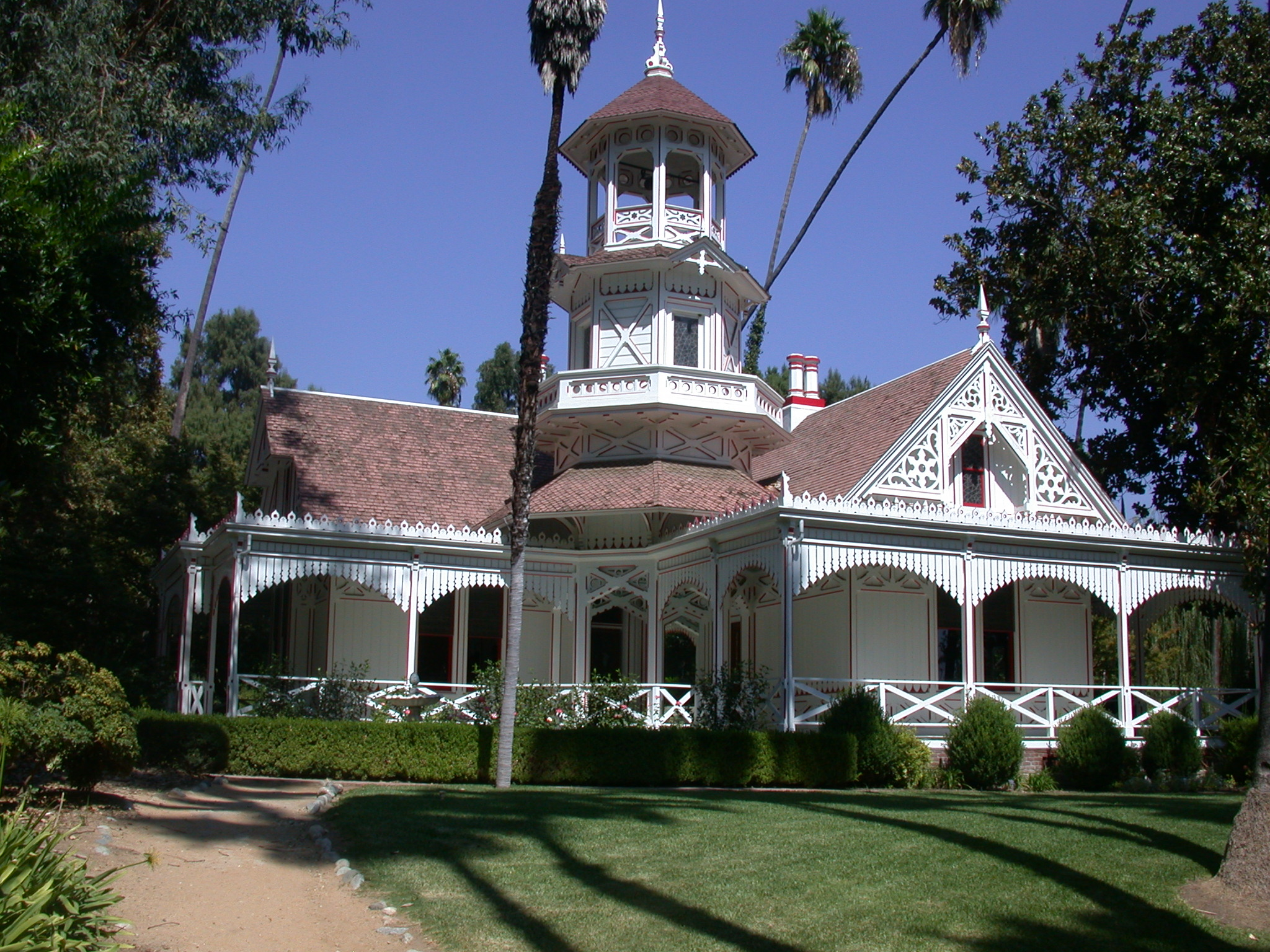
Das Gutshaus im Queen-Anne-Stil.

Gründer von Arcadia ist Elias Jackson Baldwin, nach dem auch die Baldwin Hills benannt sind. Baldwin war durch Grundstückspekulationen in San Francisco reich geworden und erwarb einen Teil der Rancho Santa Anita. Als die Eisenbahn über sein Land gebaut wurde, errichtete er ein Landgut im Queen-Anne-Stil, verkaufte Parzellen des Landes. Um den Wert des Landes zu steigern baute er das luxuriöse Oakwood Hotel und die Santa-Anita-Pferderennbahn. Aus dem Landgut am heutigen Baldwin Lake sollte sich später das Los Angeles County Arboretum entwickeln.
1903 wurde Arcadia als eine eigene Ortschaft anerkannt (incorpareted) Baldwin hatte die Inkorporierung durchgesetzt, um in der selbständigen Gemeinde Arcadia legal Alkohol verkaufen zu können. 1909 verstarb Baldwin und nach seinem Tode wurde die Rennbahn durch die Stadtväter geschlossen, und der Vertrieb von Alkohol untersagt. Die Wirtschaft Arcadias war so vor allem durch Landwirtschaft geprägt.
1931 im Range einer Charter City zur Stadt erhoben.
Nachdem ein zwischenzeitliches Verbot von Pferderennen in Kalifornien aufgehoben wurde, wurde 1934 die Pferderennbahn Santa Anita Park wieder eröffnet.

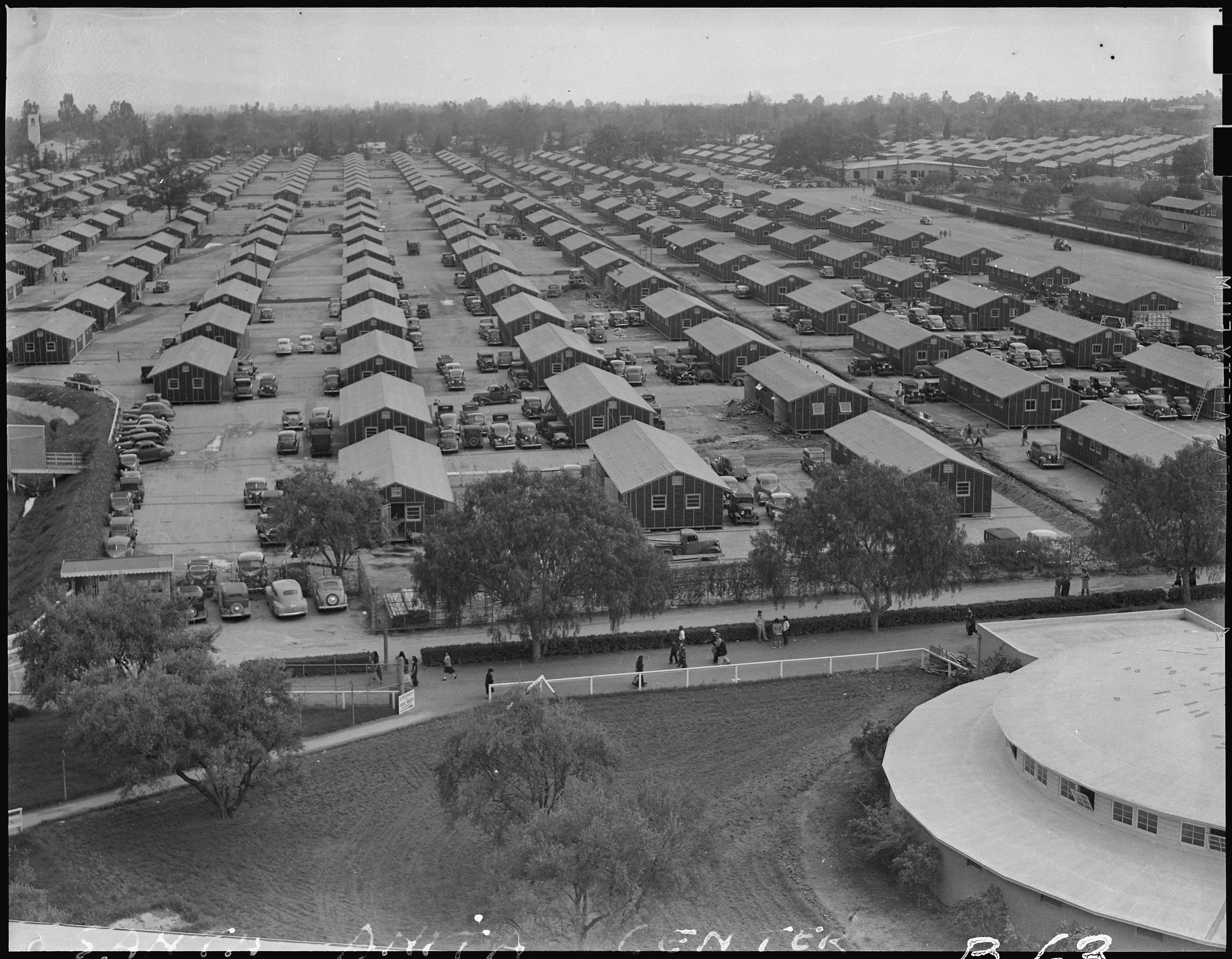
Santa Anita Detention Center auf dem Gelände der Rennstrecke 1942.

Ab März 1942 diente das Gelände der Rennstrecke im Rahmen der Internierung japanischstämmiger Amerikaner als größtes Sammellager in den USA. Hier wurden 19.000 Japano-Amerikaner interniert, bevor sie schließlich in Internierungslager transportiert wurden. Im August 1942 kam es zu gewaltsamen Unruhen im Lager, im November 1942 wurde es geschlossen.
In der Nachkriegszeit bis in die 1960er-Jahre kam es zu einem erheblichen Wachstumsschub. Die Bevölkerung wuchs zwischen 1946 und 1952 von 15.523 Einwohnern auf 28.722 und bis 1960 auf 41.005.

## Demographische Daten
Laut der Volkszählung 2010 verteilten sich die 56.364 Einwohner auf 19.592 Haushalte. Die Bevölkerungsdichte lag bei 1984,6 Einw./km². 32,3 % bezeichneten sich als Weiße, 1,2 % als Afroamerikaner, 0,3 % als Indianer, 59,2 % als Asian Americans, 4,2 % gaben die Angehörigkeit zu einer anderen Ethnie und 2,8 % zu mehreren Ethnien an. 12,1 % der Bevölkerung bestand aus Hispanics oder Latinos.
Die größte Gruppe nach Herkunftsland sind Chinesen (44,4 %). Wegen des relativ hohen Anteils von asiatischstämmigen Einwohnern gilt Arcadia als „chinesisches Beverly Hills“. 1980 stammten nur 2,7 % der Einwohner Arcadias aus Asien. Die deutliche Zunahme des Bevölkerungsanteils, der aus Asien stammt, ist auf einen in Südkalifornien zu beobachtenden Trend der Ansiedlung von Asiaten in Vororten ("Suburbs") zurückzuführen.
Im Jahr 2010 lebten in 37,4 % aller Haushalte Kinder unter 18 Jahren sowie 33 % aller Haushalte Personen mit mindestens 65 Jahren. 76,6 % der Haushalte waren Familienhaushalte (bestehend aus verheirateten Paaren mit oder ohne Nachkommen bzw. einem Elternteil mit Nachkomme). Die durchschnittliche Größe eines Haushalts lag bei 2,83 Personen und die durchschnittliche Familiengröße bei 3,26 Personen.
24 % der Bevölkerung waren jünger als 20 Jahre, 20,9 % waren 20 bis 39 Jahre alt, 32,6 % waren 40 bis 59 Jahre alt und 22,4 % waren mindestens 60 Jahre alt. Das mittlere Alter betrug 43,1 Jahre. 47,7 % der Bevölkerung waren männlich und 52,3 % weiblich.
Das durchschnittliche Jahreseinkommen lag bei 77.024 $, dabei lebten 9,1 % der Bevölkerung unter der Armutsgrenze.

## Verkehr
Durch Arcadia führt von Ost nach West die Interstate 210 ("Foothills Freeway"), der Ort kann über die Ausfahrt 33 erreicht werden.

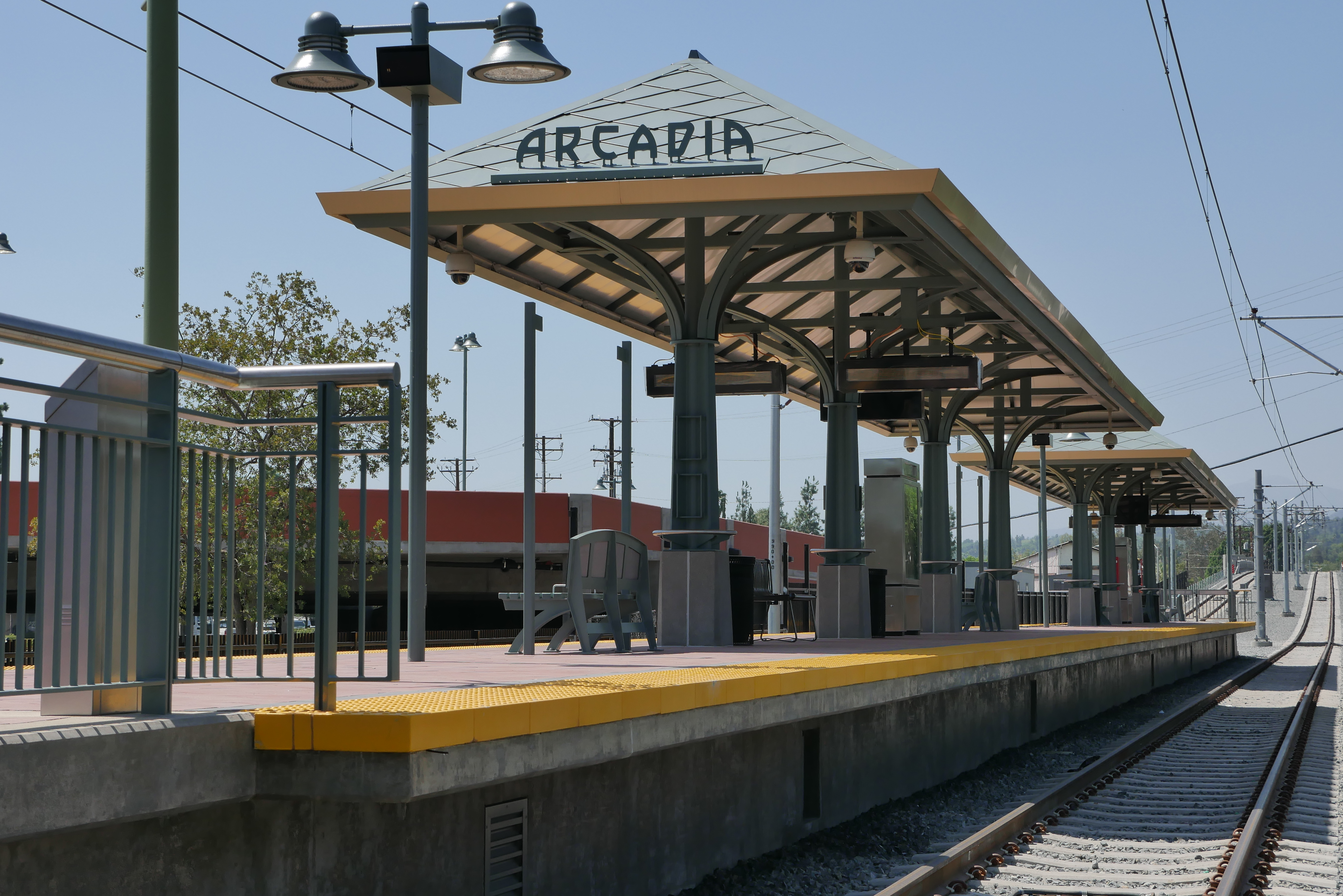
Haltestelle der Gold Line in Arcadia.

Arcadia ist an die Gold Line des Bahnsystems der Metro Los Angeles (Los Angeles Metro Rail) angebunden und damit direkt mit Los Angeles verbunden. An der Haltestelle Arcadia stehen dreihundert Parkplätze und Abstellplätze für Fahrräder zur Verfügung. Es besteht die Möglichkeit elektrische Fahrzeuge kostenlos aufzuladen.
Der öffentliche Personennahverkehr wird durch das Bussystem des Foothill Transit gewährleistet.

## Parks

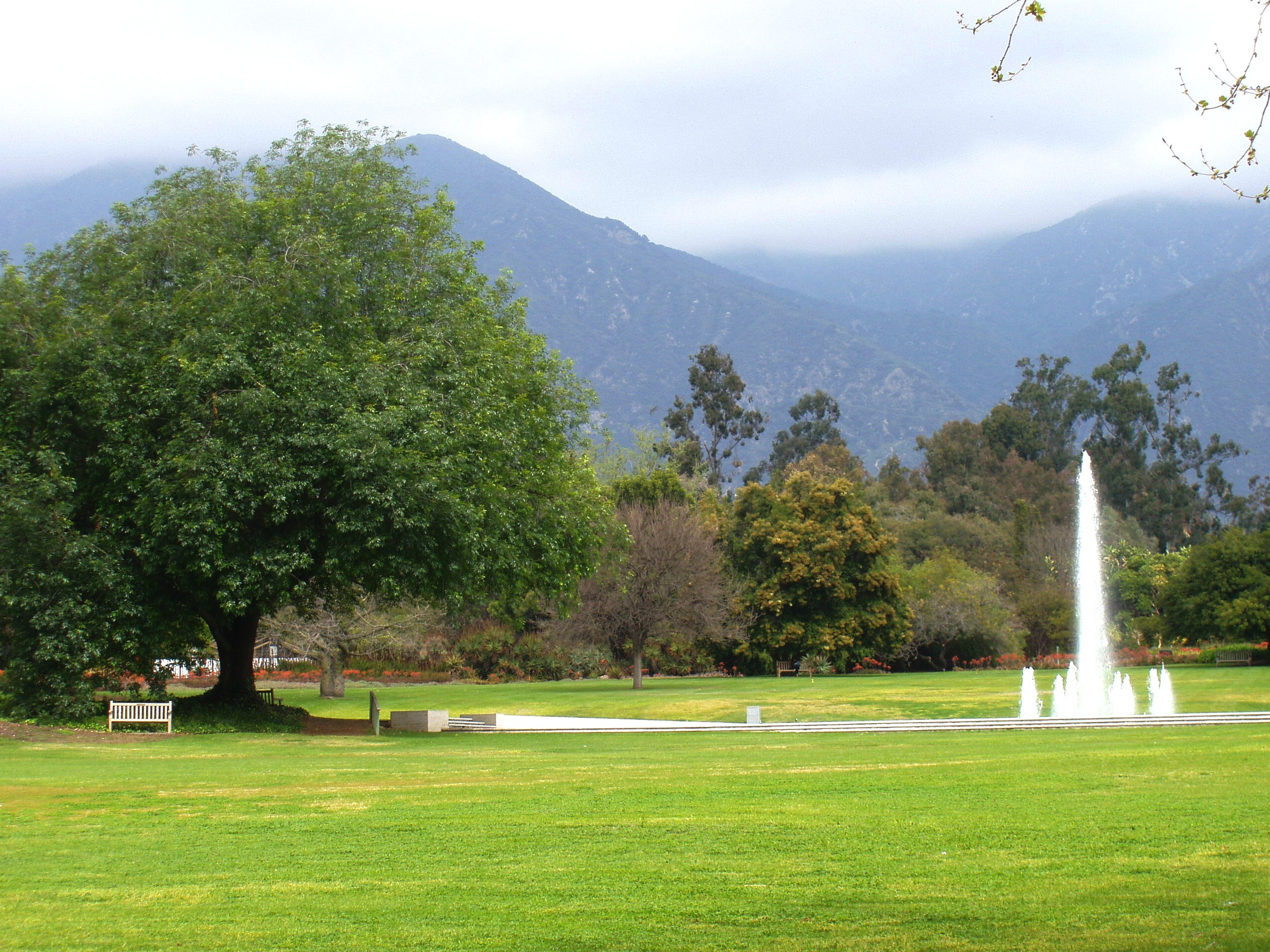
Springbrunnen im Los Angeles County Arboretum.

In Arcadia liegt das Los Angeles County Arboretum and Botanical Gardens.

## Söhne und Töchter der Stadt
- Steven Lindsey (* 1960), Astronaut der NASA und Colonel der USAF
- Rick Leach (* 1964), professioneller Tennisspieler
- Rena Sofer (* 1968), Schauspielerin
- Tracy Ellen Caldwell-Dyson (* 1969), Astronautin der NASA
- Billy Hamill (* 1970), ehemaliger Speedway-Weltmeister
- Jay Asher (* 1975), Schriftsteller
- Lindsay Price (* 1976), Schauspielerin
- Justin Van Duyne (* 1981), Basketballschiedsrichter
- Beverley Mitchell (* 1981), Schauspielerin
- Jason Robertson (* 1999), Eishockeyspieler
- Nicholas Robertson (* 2001), Eishockeyspieler